# Böttsteiner Ölmühle

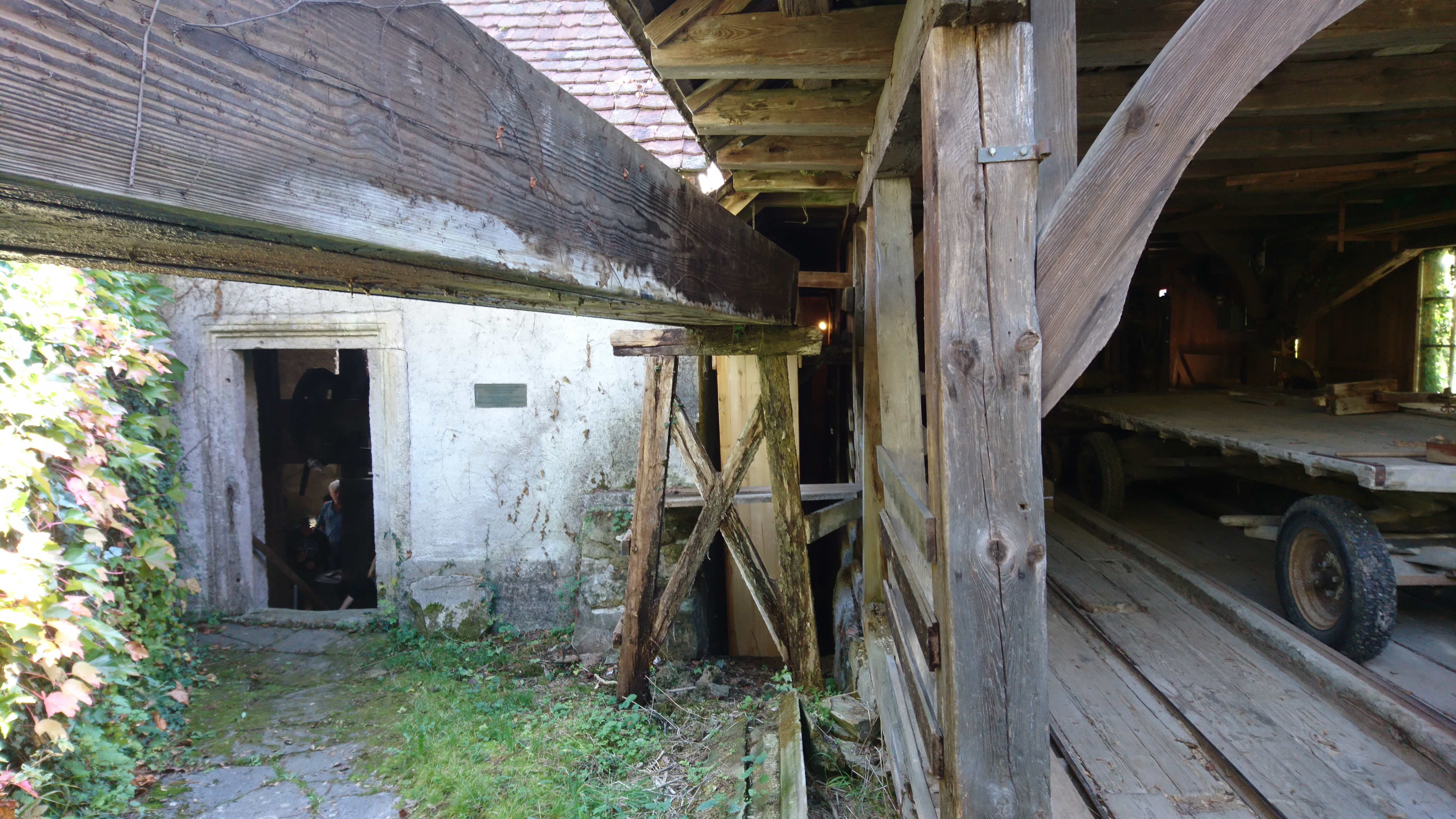
Links im Bild der Eingang zur Ölmühle, das Wasserrad nicht sichtbar mittig, rechts im Bild die Sägerei

Die Ölmühle in der Aargauer Gemeinde Böttstein ist die einzige, noch voll funktionsfähige Ölmühle in der Region. Das Wasserrad trieb einst die Ölmühle oder die angebaute Sägerei an. Noch heute kann hier die historische Ölgewinnung demonstriert werden. Ein System aus Holzzahnrädern überträgt die Wasserkraft auf den Kollergang (Zerkleinern von Nusskernen), die Quetschmühle (Aufbrechen von Samen), das Rührwerk und die eigentliche Presse.

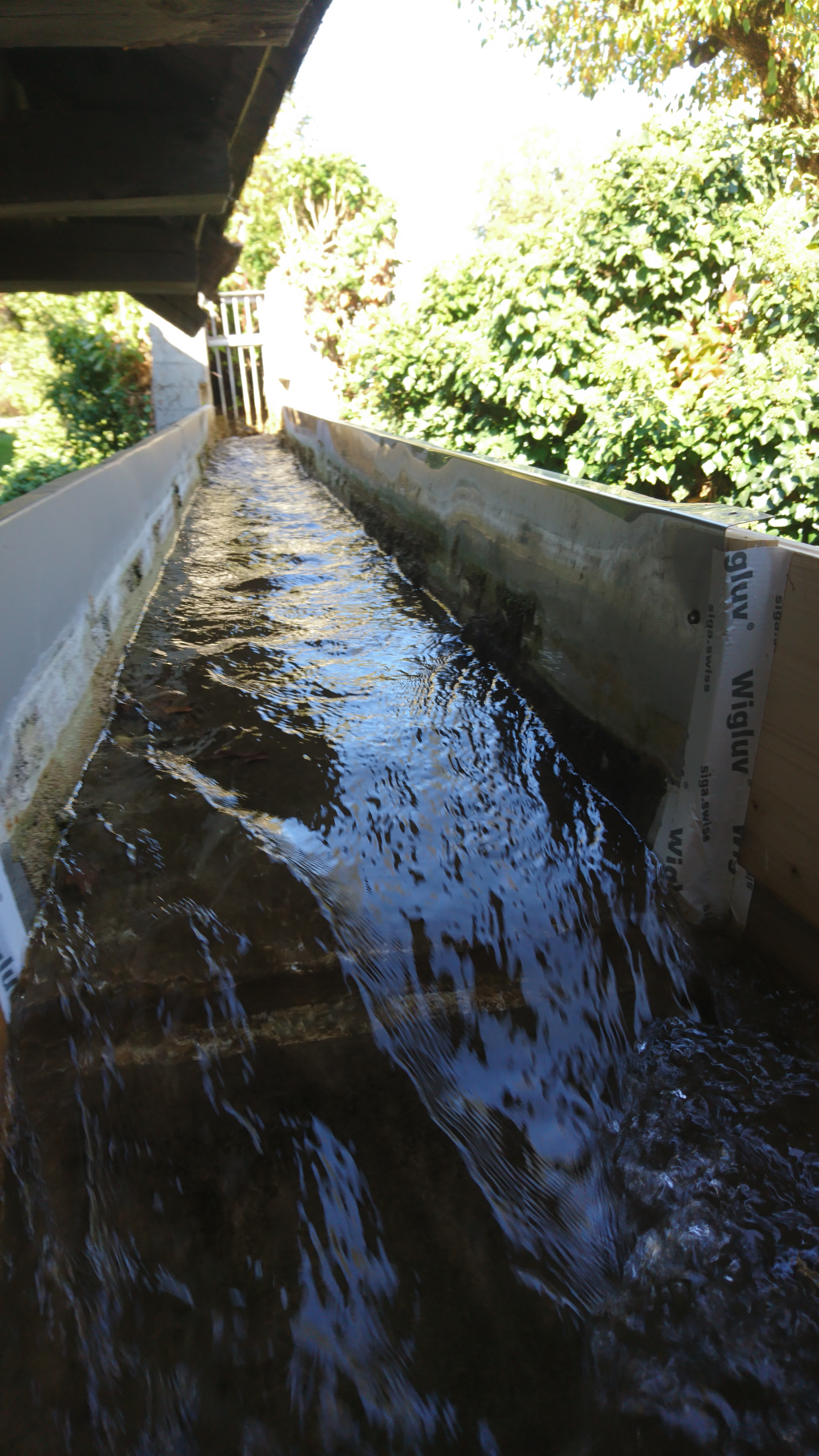
Böttsteiner Ölmühle: Holzkanal, der das Wasser zum Mühlrad der Ölmühle führt

 Zusammen mit diesen ebenfalls von Wasserkraft betriebenen Gewerbebetrieben bilden die einstige Getreidemühle und die zugehörigen Nebengebäude eine geschlossene Gruppe ländlicher Gewerbebauten und sind als kommunale Schutzobjekte in der Bau- und Nutzungsordnung von Böttstein als Substanzschutzobjekte aufgeführt.

## Geschichte
Die erste urkundliche Erwähnung der Böttsteiner Mühlen geht auf das Jahr 1389 zurück. Jakob Geissberger erwarb 1835 die Mühlen, die in einem baulich sehr schlechten Zustand waren, und baute sie um. In den 1950er-Jahren übernahm Eduard Keller die Mühle und gab sie – nach einem strengen Winter – 1962 wieder auf. Zwei grosse Fett- und Ölwerke kauften 1967 die stillgelegte Anlage, restaurierten das Gebäude und schenkten den Betrieb der Historischen Vereinigung, die bis heute für den Unterhalt der unter kantonalem Denkmalschutz stehenden Mühle verantwortlich ist. Die Mühle-Einrichtung im Mahlraum wurde zwischen 1989 und 2002 entfernt und der Mahlkeller in den Folgejahren zum Wohnraum umgebaut und umgenutzt. Sie wird heute noch für Demonstrationen monatlich ein bis drei Mal in Betrieb genommen.